# 14a etapa del Tour de França de 2013
La 14a etapa del Tour de França de 2013 es disputà el dissabte 13 de juliol de 2013 sobre un recorregut de 191 km entre Sant Porçanh de Siula (Alier) i Lió (Roine).
El vencedor de l'etapa fou l'italià Matteo Trentin (Omega Pharma-Quick Step), que s'imposà a l'esprint als seus companys d'escapada. Michael Albasini (Orica-GreenEDGE) i Andrew Talansky (Garmin-Sharp) acabaren en segona posició, mentre que el gran grup arribà a 7' 17". No es produí cap canvi significatiu en les diverses classificacions.

## Recorregut

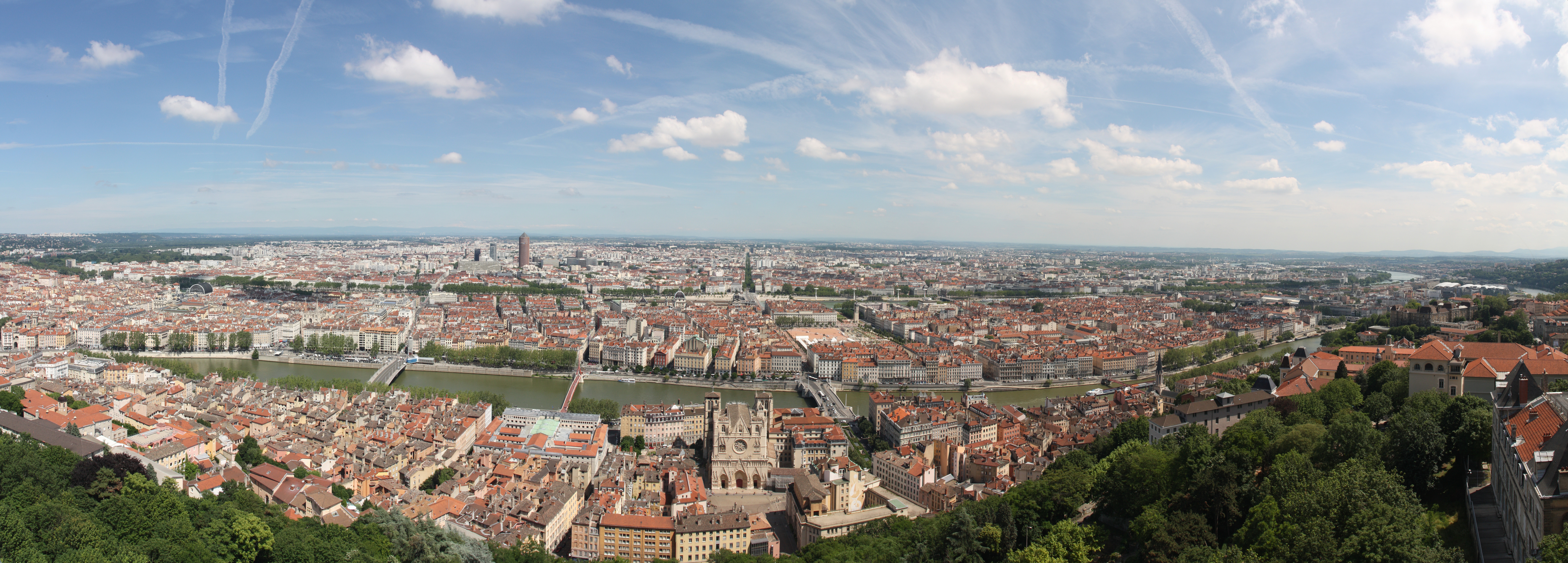
Vista panoràmica de Lió.

Etapa prèvia a l'arribada al Ventor, amb 191 km entre Sant Porçanh de Siula (Alier) i Lió (Roine), a través dels departaments de l'Alier, Loire, Saona i Loira i Roine. L'etapa consta de set petites dificultats muntanyoses puntuables pel gran premi de la muntanya: dues de tercera categoria, les cotes de Thizy-les-Bourgs (km 113) i el coll de Pilon (km 126,5); i cinc de quarta, les cotes de Marcigny (km 66,5), de la Croix Couverte (km 98,5), de Lozanne (km 161), de la Duchère (km 176) i de la Croix Rousse (km 181,5), les dues darreres de les quals dins la trama urbana de Lió. L'esprint intermedi es troba a Thizy-les-Bourgs, al km 109,5.

## Desenvolupament de l'etapa

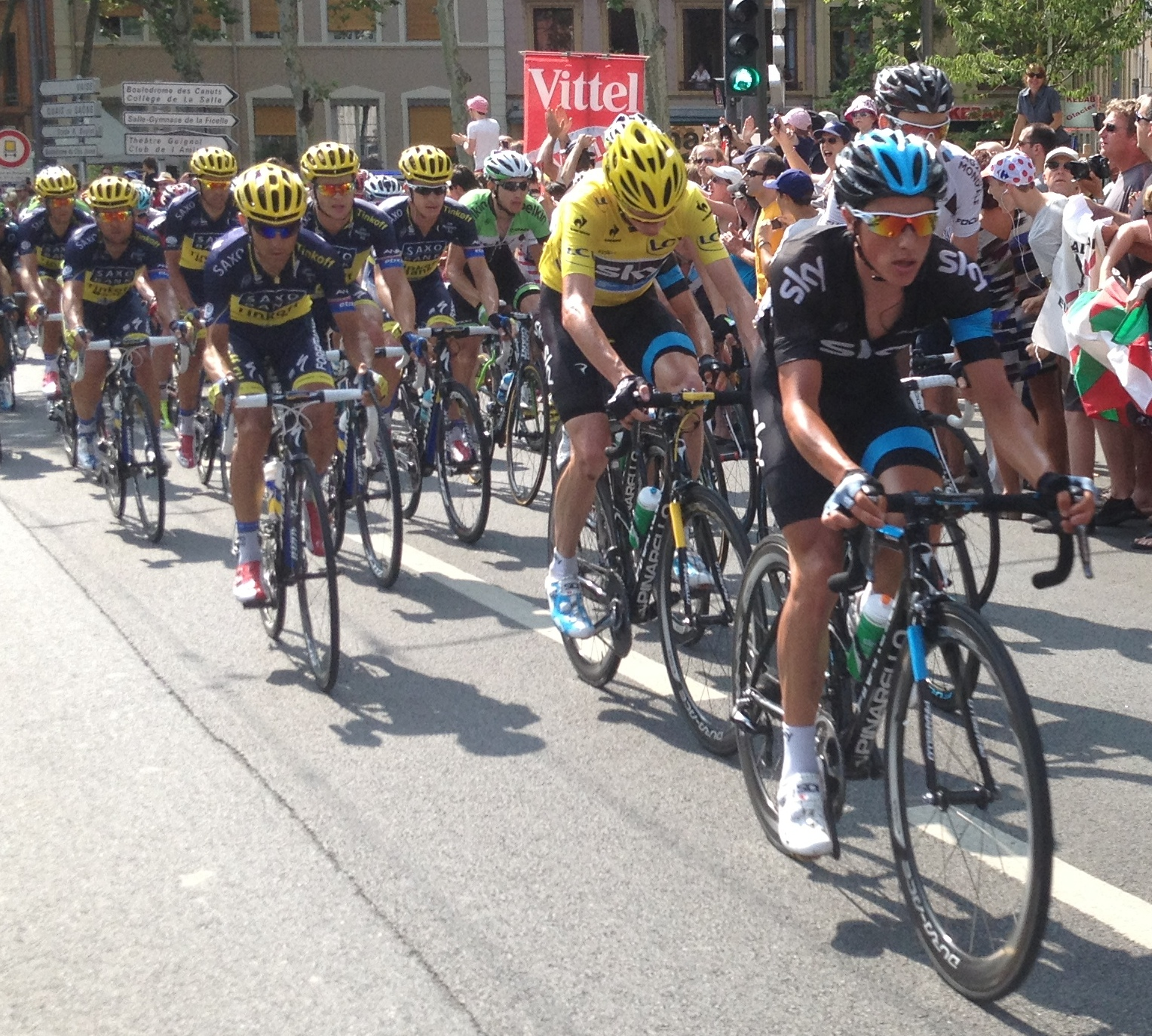
Pas del gran grup per la cota de la Croix-Rousse.

Al quilòmetre vuit Jens Voigt (RadioShack-Leopard) llançà el primer atac del dia, al qual s'uní Blel Kadri (AG2R La Mondiale), Lars Ytting Bak (Lotto-Belisol), Arthur Vichot (FDJ) i Christophe Le Mével (Cofidis). Le Mevel poc després perdé contacte amb els escapats, mentre el gran grup era liderat pel Vacansoleil-DCM, 30" rere els escapats. Al km 40 es produí un nou atac dins el gran grup, del qual en sortiren catorze corredors, que s'uniren als quatre capdavanters 10 quilòmetres més tard. Els escapats eren Bak, Vichot i Kadri, Marcus Burghardt i Tejay van Garderen (BMC Racing Team), Voigt i Jan Bakelants (RadioShack-Leopard), Cyril Gautier (Team Europcar), Pàvel Brut (Team Katusha), Imanol Erviti i José Joaquín Rojas (Movistar Team), Egoitz García (Cofidis), Matteo Trentin (Omega Pharma-Quick Step), David Millar i Andrew Talansky (Garmin-Sharp), Michael Albasini (Orica-GreenEDGE), Simon Geschke (Argos-Shimano) i Julien Simon (Sojasun).
En passar per la cota de Thizy-les-Bourgs els escapats tenien 3' 50" sobre el gran grup, liderat pel Team Sky, que es limità a controlar els escapats a la distància. Els escapats arribaren agrupats a manca de 25 km, quan la diferència es trobava en 6' 30". A partir d'aleshores es produïren diferents atacs per tal d'arribar en solitari. Albasini va ser el primer a intentar-ho. Poc després va ser David Millar i tot seguit Bakelants, ja l'ascensió a la cota de la Duchère, a manca de 15 km. En la baixada d'aquesta cota va ser Julien Simon el que atacà, iniciant l'ascensió de la darrera cota amb 20" sobre els perseguidors. Finalment Simon va ser capturat ja dins del darrer quilòmetre per un grup liderat pel Albasini i Burghardt. A l'esprint el més ràpid va ser Matteo Trentin, que d'aquesta manera aconseguí la seva primera victòria com a professional.
El gran grup arribà a poc més de set minuts, sense que es produís cap canvi significatiu en les classificacions.

## Esprints
| Primer  | José Joaquín Rojas (ESP) | 20 pts |
| Segon   | Lars Ytting Bak (DEN)    | 17 pts |
| Tercer  | Jan Bakelants (BEL)      | 15 pts |
| Quart   | David Millar (GBR)       | 13 pts |
| Cinquè  | Marcus Burghardt (GER)   | 11 pts |
| Sisè    | Jens Voigt (GER)         | 10 pts |
| Setè    | Michael Albasini (SUI)   | 9 pts  |
| Vuitè   | Simon Geschke (GER)      | 8 pts  |
| Novè    | Egoitz García (ESP)      | 7 pts  |
| Desè    | Imanol Erviti (ESP)      | 6 pts  |
| Onzè    | Tejay van Garderen (USA) | 5 pts  |
| Dotzè   | Julien Simon (FRA)       | 4 pts  |
| Tretzè  | Blel Kadri (FRA)         | 3 pts  |
| Catorzè | Andrew Talansky (USA)    | 2 pts  |
| Quinzè  | Arthur Vichot (FRA)      | 1 pt   |

| Primer  | Matteo Trentin (ITA)     | 30 pts |
| Segon   | Michael Albasini (SUI)   | 25 pts |
| Tercer  | Andrew Talansky (USA)    | 22 pts |
| Quart   | José Joaquín Rojas (ESP) | 19 pts |
| Cinquè  | Egoitz García (ESP)      | 17 pts |
| Sisè    | Lars Ytting Bak (DEN)    | 15 pts |
| Setè    | Simon Geschke (GER)      | 13 pts |
| Vuitè   | Arthur Vichot (FRA)      | 11 pts |
| Novè    | Pàvel Brut (RUS)         | 9 pts  |
| Desè    | Cyril Gautier (FRA)      | 7 pts  |
| Onzè    | Julien Simon (FRA)       | 6 pts  |
| Dotzè   | Jan Bakelants (BEL)      | 5 pts  |
| Tretzè  | Blel Kadri (FRA)         | 4 pts  |
| Catorzè | Marcus Burghardt (GER)   | 3 pts  |
| Quinzè  | Imanol Erviti (ESP)      | 2 pts  |

## Ports de muntanya
| Primer | Simon Geschke (GER) | 1 pt |

| Primer | Jan Bakelants (BEL) | 1 pt |

| Primer | Blel Kadri (FRA)         | 2 pts |
| Segon  | Tejay van Garderen (USA) | 1 pt  |

| Primer | Blel Kadri (FRA)      | 2 pts |
| Segon  | Andrew Talansky (USA) | 1 pt  |

| Primer | Jens Voigt (GER) | 1 pt |

| Primer | Michael Albasini (SUI) | 1 pt |

- 7. Cota de la Croix Rousse. 263m. 4a categoria (km 181,5) (1,8 km al 4,5%)

| Primer | Julien Simon (FRA) | 1 pt |

## Classificació de l'etapa
|    | Ciclista                 | Equip                   | Temps      |
| -- | ------------------------ | ----------------------- | ---------- |
| 1  | Matteo Trentin (ITA)     | Omega Pharma-Quick Step | 4h 15' 11" |
| 2  | Michael Albasini (SUI)   | Orica-GreenEDGE         | m. t.      |
| 3  | Andrew Talansky (USA)    | Garmin-Sharp            | m. t.      |
| 4  | José Joaquín Rojas (ESP) | Movistar Team           | m. t.      |
| 5  | Egoitz García (ESP)      | Cofidis                 | m. t.      |
| 6  | Lars Bak (DEN)           | Lotto-Belisol           | m. t.      |
| 7  | Simon Geschke (GER)      | Argos-Shimano           | m. t.      |
| 8  | Arthur Vichot (FRA)      | FDJ                     | m. t.      |
| 9  | Pàvel Brut (RUS)         | Team Katusha            | m. t.      |
| 10 | Cyril Gautier (FRA)      | Team Europcar           | m. t.      |

## Classificació general
|    | Ciclista                     | Equip                   | Temps       |
| -- | ---------------------------- | ----------------------- | ----------- |
| 1  | Chris Froome (GBR)           | Team Sky                | 55h 22' 58" |
| 2  | Bauke Mollema (NED)          | Belkin Pro Cycling Team | + 2' 28"    |
| 3  | Alberto Contador (ESP)       | Team Saxo-Tinkoff       | + 2' 45"    |
| 4  | Roman Kreuziger (CZE)        | Team Saxo-Tinkoff       | + 2' 48"    |
| 5  | Laurens ten Dam (NED)        | Belkin Pro Cycling Team | + 3' 01"    |
| 6  | Jakob Fuglsang (DEN)         | Astana Qazaqstan Team   | + 4' 39"    |
| 7  | Michał Kwiatkowski (POL)     | Omega Pharma-Quick Step | + 4' 44"    |
| 8  | Nairo Quintana (COL)         | Movistar Team           | + 5' 18"    |
| 9  | Jean-Christophe Péraud (FRA) | AG2R La Mondiale        | + 5' 39"    |
| 10 | Joaquim Rodríguez (ESP)      | Team Katusha            | + 5' 48"    |

## Classificacions annexes
|    | Ciclista             | Equip                   | Punts   |
| -- | -------------------- | ----------------------- | ------- |
| 1r | Peter Sagan (SVK)    | Cannondale              | 357 pts |
| 2n | Mark Cavendish (GBR) | Omega Pharma-Quick Step | 273 pts |
| 3r | André Greipel (GER)  | Lotto-Belisol           | 217 pts |

|    | Ciclista             | Equip         | Punts  |
| -- | -------------------- | ------------- | ------ |
| 1r | Pierre Rolland (FRA) | Team Europcar | 50 pts |
| 2n | Chris Froome (GBR)   | Team Sky      | 33 pts |
| 3r | Richie Porte (AUS)   | Team Sky      | 28 pts |

|    | Ciclista                 | Equip                   | Temps       |
| -- | ------------------------ | ----------------------- | ----------- |
| 1r | Michał Kwiatkowski (POL) | Omega Pharma-Quick Step | 55h 27' 42" |
| 2n | Nairo Quintana (COL)     | Movistar Team           | + 34"       |
| 3r | Andrew Talansky (USA)    | Garmin-Sharp            | + 1' 10"    |

|    | Equip                   | Temps        |
| -- | ----------------------- | ------------ |
| 1r | Team Saxo-Tinkoff       | 165h 28' 45" |
| 2n | Movistar Team           | + 02' 26"    |
| 3r | Belkin Pro Cycling Team | + 02' 32"    |

## Abandonaments
No es produí cap abandonament durant la disputa de l'etapa.